# Václav Homolka
Václav Homolka (* 6. ledna 1955 Kadaň) je český politik, v letech 2007 až 2018 senátor za obvod č. 5 – Chomutov, v letech 2012 až 2016 zastupitel Ústeckého kraje, člen KSČM.

## Vzdělání, profese a rodina
V letech 1961 až 1970 navštěvoval Základní školu v Klášterci nad Ohří. V roce 1974 maturoval na SPŠ stavební v Kadani. Pak nastoupil na Pedagogickou fakultu v Ústí nad Labem, kde vystudoval učitelství pro ZŠ (2. stupeň). Ve studiu pokračoval na Pedagogické fakultě Univerzity Karlovy – postgraduál – učitelství pro střední školy s aprobací český jazyk a občanská nauka. V roce 1985 obdržel titul PaedDr. na Pedagogické fakultě v Ústí nad Labem.
Po studiu nastoupil základní vojenskou službu a poté vyučoval na SOU strojírenské Klášterec nad Ohří a pracoval v několika firmách. Roku 1998 se stal ředitelem Kulturního domu v Klášterci.
S manželkou Doris Homolkovou rozenou Skořepovou má dva syny, Michala a Václava.

## Politická kariéra
Od roku 1994 zasedá v zastupitelstvu Klášterce nad Ohří. V letech 2004 až 2006 zastával post místostarosty Klášterce nad Ohří, v letech 2014 až 2018 pak post radního.
V letech 2000–2008 a 2012-2016 působil jako zastupitel Ústeckého kraje.
V roce 2007 byl v doplňovacích volbách zvolen do Senátu. V prvním kole obdržel 23,28 % hlasů oproti kandidátovi Janu Řehákovi za ODS, který získal 25,41 %. Ve druhém kole se situace proměnila a Václav Homolka vyhrál s 55,32 % všech platných hlasů. Mandát senátora obhájil i ve volbách v roce 2012, a to se ziskem 59,62 % v druhém kole.
Ve stínové vládě KSČM spravoval resort školství a tělovýchovy. Ve volbách do Senátu PČR v roce 2018 obhajoval za KSČM svůj mandát senátora v obvodu č. 5 – Chomutov. Se ziskem 9,66 % hlasů však skončil na 4. místě a mandát senátora tak neobhájil.